# Anthony Hickey
Anthony Hickey, Jr. (ur. 22 listopada 1992 w Hopkinsville) – amerykański koszykarz, występujący na pozycji rozgrywającego, obecnie zawodnik BC Astana.
24 sierpnia 2015 został zawodnikiem Asseco Gdynia.
9 sierpnia 2018 dołączył do Spójni Stargard. 18 stycznia 2019 za porozumieniem stron rozwiązano kontrakt, dołączają tym samym do swojego poprzedniego zespołu Rethymno Cretan Kings.
Podczas rozgrywek 23. kolejki ligi greckiej otrzymał tytuł MVP. W wygranym (96-67) spotkaniu z Kolossos HH zanotował triple-double (14 punktów, 10 zbiórek, 16 asyst).
16 sierpnia 2021 został zawodnikiem BC Astana

## Osiągnięcia
Stan na 20 sierpnia 2021, na podstawie, o ile nie zaznaczono inaczej.
NCAA
- Wybrany do:
  - I składu:
    - najlepszych pierwszorocznych zawodników SEC (2012)
    - defensywnego:
      - SEC (2013)
      - Big 12 (2015)

    - debiutantów Big 12 (2015)
    - turnieju Charleston Classic (2012)

Indywidualne
- MVP kolejki:
  - TBL (27 – 2015/16)[7]
  - ligi greckiej (23 – 2018/2019)[4]
- Lider w przechwytach ligi:
  - cypryjskiej (2018)
  - polskiej (2019)